# Exit (kortfilm fra 2004)
Exit er en dansk kortfilm fra 2004 instrueret af Robert Depuis efter eget manuskript. Filmen er lavet som en dukkeanimationsfilm, der desuden benytter sig af en del computer efterarbejde, compositing samt dele live action med 'almindelige' filmoptagelser. En blanding af teknikker og fortællemidler. Genren er action-thriller.

## Handling
Skuddet sad perfekt. Gennem vinduet, gennem stolen og direkte gennem den fede mands pande. Han sank sammen, gled af stolen, ramte gulvet. Ingen kunne have overlevet det. Men den fede mand døde ikke.

## Medvirkende
- Nicolas Bro - The Animator, Den fede mands stemme
- Henrik Larsen - Hitmans stemme